# 게자리 55 e
게자리 55 e는 태양과 비슷한 항성 게자리 55 주위를 도는, 해왕성 정도 질량을 지닌 외계 행성이다. e는 항성에 매우 가까이 붙어 있으며 항성을 한바퀴 도는 데 약 3일이 채 걸리지 않는다. 게자리 55 e는 2004년 8월 30일 발견되었다.

## 발견
다른 외계 행성들 대다수와 마찬가지로 게자리 55 e는 항성의 시선 속도에 변화가 있는 것을 이용하여 발견했다. 이는 게자리 55 A의 스펙트럼 상 나타나는 도플러 효과를 정교하게 재어 알아낸 것이다. 발견 당시 게자리 55에는 이미 다른 행성 세 개가 먼저 발견되어 있었으나, 2.8일 주기의 신호가 감지되었으며 이는 적어도 지구 질량 14.2배의 천체가 항성 매우 가까운 곳을 돌고 있다는 증거였다. 검증되지 않았던 천체 게자리 55 c 역시 이 방법을 통해 존재를 증명했다.
게자리 55 e는 외계 행성들 중 해왕성과 비슷한 질량을 갖고 있는 것으로 밝혀진 최초의 사례이다. 게자리 55 e는 다른 별 글리제 436 주위를 돌고 있는 비슷한 ‘뜨거운 해왕성’ 글리제 436 b와 동시에 발견 사실이 공표되었다.

### 논란
2005년 잭 위즈덤이 기존 데이터를 재분석하여 이 행성의 존재에 의문을 제기했다. 잭 위즈덤은 해왕성 정도 질량 행성이 2.8일 주기가 아니라, 261일 주기로 게자리 55 A를 돌고 있다고 주장했다. 2007년 샌프란시스코 주립대학교 데브라 피셔 연구진은 2.8일 주기 및 261일 주기의 행성이 ‘둘 다’ 있다는 새로운 가설을 제기했다. 이후 261일 주기 행성은 게자리 55 f로 명명된다.

## 궤도 및 질량
게자리 55 e는 항성에 매우 가까이 붙어 있기 때문에 1회 공전하는 데 3일이 채 걸리지 않으며, 따라서 ‘뜨거운 해왕성’으로 분류된다.
게자리 55 e를 발견할 때 사용되었던 시선 속도법의 한계는, 이 방법을 쓸 경우 해당 행성의 최소 질량만을 알 수 있다는 것이다. e의 최소 질량은 지구의 11배로 이는 해왕성 질량의 60퍼센트 수준이다. 허블 우주 망원경으로 측정천문학적 관측을 한 결과 게자리 55 계의 외행성 게자리 55 d의 궤도경사각은 천구면에 대하여 53도 기울어져 있었다. 만약 이 측정값이 사실이며 다른 행성들도 d와 같은 공전면을 공유하고 있다고 가정하면, e의 실제 질량은 최솟값보다 25퍼센트 더 클 것이며 이는 해왕성 질량의 약 80퍼센트 수준이 된다.

## 특징
e는 중력이 게자리 55 항성에 미치는 영향을 통해 간접적으로 발견되었기 때문에 반지름이나 반사율 같은 요소들은 밝혀지지 않았다.(그러나 e의 반지름은 목성의 1.2배를 넘지 않을 것이다) 만약 e의 반지름이 목성의 0.8배라면 e의 반사율은 낮을 것이다.(행성의 반지름이 줄어들수록 반사율은 증가한다) 게자리 55 e는 비슷한 행성 글리제 436 b보다 어머니 항성으로부터 더 많은 복사 에너지를 받으며, 따라서 둘의 크기는 차이가 날 것으로 보인다.
행성의 반지름과 겉모습을 모른다면, 조성물 및 유효 온도 또한 알 수 없다. e가 작은 가스 행성인지 아니면 거대한 암석 행성인지는 밝혀지지 않았다. 제단자리 뮤 c의 생성 모형은 게자리 55 e처럼 항성에 매우 가까이 붙어 돌고 있는 행성에는 적용되지 않는다. 거대한 암석 행성들은 계의 가스 행성들이 항성 쪽으로 이동하는 과정에서 함께 딸려 온 물질들이 뭉쳐 만들어진 것으로 보인다. 여기서 게자리 55 e는 충분한 양의 가스층을 확보하지 못한 채 항성 가까이 끌려 온, 가스 행성의 중심핵일 가능성도 있다. 이 가설은 가스 행성들은 항성과 매우 가까운 곳에서도 오랜 시간에 걸쳐 가스층을 잃어버리지 않는다는 사실에 입각하여, 2004년 기각되었다.
그러나 어머니 항성이 코로나 질량 방출을 통해 행성의 휘발성 있는 대기층을 불어 날렸을 수도 있다. 글리제 876 d의 경우와 마찬가지로, 이 모형에서 행성은 처음에는 물과 같은 휘발성 물질을 풍부하게 지니고 있었다. 행성은 항성의 사정권 내로 접근하면서 가열되었고, 항성 내부에 있던 물은 규산염질 중심핵에서 분리되어, 막대한 압력 때문에 뜨거운 온도 아래서도 얼음 형태로 존재하는 물의 바다를 형성하게 되었다.(이 바다는 초임계유체 형태일 것으로 보인다) 이 경우 e는 자외선 복사로 생긴, 수증기와 자유 산소가 섞여 있는 대기를 지닐 것이다.
앞의 두 가지 다른 가설 중 어느 것이 맞는지를 확인하는 방법은 이 행성의 반지름과 화학적 조성물에 대한 더 자세한 정보를 확보하는 것이다. 그러나 e는 항성 앞을 지나가지 않기 때문에, 기존에 알려진 정보 이상의 자료를 확보하는 것은 현재 기술력으로는 불가능하다.

## 참고 문헌
1. 1 2 3 4  Fischer, D. A.;  외. (2007년 12월 23일). “Five Planets Orbiting 55 Cancri”. 《Astrophysics》.
2. 1 2 3  McArthur, B.;  외. (2004). “Detection of a NEPTUNE-mass planet in the ρ1 Cnc system using the Hobby-Eberly Telescope”. 《The Astrophysical Journal》 614: L81 – L84. doi:10.1086/425561.
3. ↑  Wisdom, J. (2005). “Evidence of a Neptune-Sized Planet in the ρ1 Cancri System”. 《The Astrophysical Journal Letters (submitted)》. 2007년 3월 19일에 원본 문서 (포스트스크립트)에서 보존된 문서. 2013년 12월 15일에 확인함.
4. ↑  Record Fifth Planet Discovered Around Distant Star: Scientific American[깨진 링크(과거 내용 찾기)]
5. ↑  P.W.Lucas;  외. (2007). “Planetpol polarimetry of the exoplanet systems 55 Cnc and tau Boo”. arXiv:0807.2568v1.
6. ↑  I. Baraffe, Y. Alibert, G. Chabrier, W. Benz (2008). “Birth and fate of hot-Neptune planets”. 《Astronomy & Astrophysics》. arXiv:0512091v1 |arxiv= 값 확인 필요 (도움말) [astro-ph].
7. ↑  Fogg, M., Nelson, R. (2005). “Oligarchic and giant impact growth of terrestrial planets in the presence of gas giant planet migration”. 《Astronomy and Astrophysics》 441 (2): 791 – 806. doi:10.1051/0004-6361:20053453.
8. ↑  Bouchy, F.;  외. (2004). “Two new "very hot Jupiters" among the OGLE transiting candidates”. 《Astronomy and Astrophysics》 421: L13 – L16. doi:10.1051/0004-6361:20040170.[깨진 링크(과거 내용 찾기)]
9. ↑  H. Lammer;  외. (2007). “The impact of nonthermal loss processes on planet masses from Neptunes to Jupiters” (PDF). 《Geophysical Research Abstracts》 9 (07850). 2019년 12월 15일에 원본 문서 (PDF)에서 보존된 문서. 2009년 1월 15일에 확인함.
10. ↑  Zhou, J.-L.;  외. (2005). “Origin and Ubiquity of Short-Period Earth-like Planets: Evidence for the Sequential Accretion Theory of Planet Formation”. 《The Astrophysical Journal》 631 (1): L85–L88. doi:10.1086/497094.

## 같이 보기
- 제단자리 뮤 c